# Laurenz Ulner
Laurenz Ulner (* 1499; † 1569 in Gladbach) war Bürger und Ratsherr der Stadt Gladbach (heute: Mönchengladbach).
Um 1520 heiratete er Agnes von Wirsen. 1560 bis 1569 bekleidete Ulner das Amt des Bürgermeisters. Seinen Sohn, Peter Ulner, empfahl er dem Abt des Klosters Werden zum Novizen.